# Juan Martín Cermeño
Juan Martín Cermeño, o Zermeño (Ciudad Rodrigo, Salamanca, 1700 – Barcelona, 1773) fue un arquitecto, ingeniero militar y teniente general español.

## Vida y obra
Hijo de Domingo Martín Báez, de Ciudad Rodrigo, y de Isabel Fernández Cermeño, de Trejo (Portugal). Tuvo un hijo, Pedro, que también fue ingeniero militar.
En 1719 ingresa en el cuerpo de ingenieros reales. Alcanzó el grado de mariscal de campo en 1748, entre 1749 y 1756 fue comandante general interino de los ingenieros militares y a partir 1769 nombrado en firme hasta su muerte. La actividad de Cermeño en este cargo fue arrolladora.
Su retrato junto al de su hijo Pedro fue colocado en la galería de ingenieros célebres de la antigua Academia de Ingenieros militares de Guadalajara, según boletín del ejército del año 1844.
Ya desde muy joven empezó colaborando en trabajos de construcción, pues hacia 1721 el gobernador de Melilla, Alonso Guevara Vasconcellos con la ayuda de Cermeño, reforma todo el circuito exterior de la Villa Vieja, transformándolo en un frente en corona abaluartado presidido por el baluarte de San Fernando, dando lugar al tercer recinto de la ciudad. En Melilla, Cermeño se casó con la melillense Antonia de Paredes Fernández y allí nació (1722) su hijo Pedro. En 1727 participa en el asedio de Gibraltar.
En 1749, recién nombrado Cermeño comandante general de los ingenieros, el capitán general de Cataluña, Jaime de Guzmán, marqués de la Mina, le encarga el trazado de un nuevo barrio en Barcelona que se llamaría La Barceloneta para alojar a los desahuciados a consecuencia de la edificación de la fortaleza de la Ciudadela en lo que fuera el barrio de la Ribera. Para ello desechó el proyecto anterior de Jorge Próspero de Verboom que proponía una serie de pabellones casi provisionales e hizo el proyecto del barrio, con calles trazadas a cordel y cruces en ángulo recto. Se urbanizaron una quincena de calles atravesadas por otras nueve, paralelas a la costa, con casas de planta baja y de un solo piso para que no impidiesen la acción de las baterías de la Ciudadela. También hizo el proyecto de muchas de las casas.

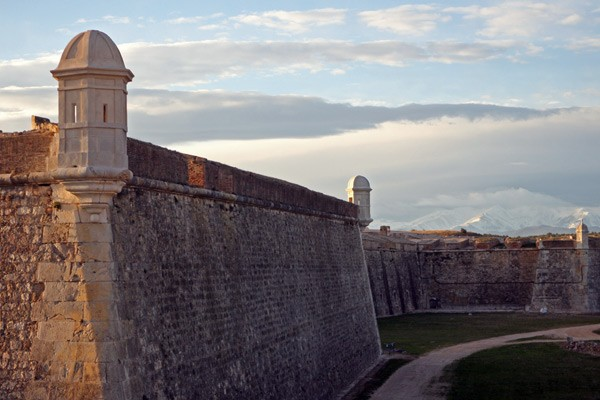
Castillo de San Fernando, en Figueras.

En 1755 proyectó el Castillo de San Pedro de la Roca del Morro, en la boca de entrada a la bahía de Santiago de Cuba.
El Marqués de la Mina también encarga a Cermeño el proyecto de las obras de rehabilitación del castillo de Montjuic de Barcelona, quien lo presentó con fecha de 14 de enero de 1751, dando las obras comienzo en 1753. Cermeño hizo derruir el antiguo fortín y acabó de dar forma al conjunto de fortificaciones. Las obras terminaron en 1779.
En el siglo transcurrido desde el Tratado de los Pirineos (1659) la frontera de Cataluña con Francia había quedado desguarnecida, puesto que se perdieron el Rosellón y la Cerdaña, cuyos límites del norte formaban la frontera con el reino galo. Como comandante general, en 1751 Cermeño comisiona a Pedro de Lucuze, para hacer un informe sobre el modo de defender la nueva frontera. El informe de Lucuze aconsejaba el lugar llamado Paso de las Molas, al norte de Figueras, para la edificación de un fuerte. En 1752, Cermeño elabora su dictamen «Relación del territorio y frontera del Ampurdán en el Principado de Cataluña y de sus entradas» y como resultado del mismo construye el imponente Castillo de San Fernando cuyas obras fueron iniciadas el 4 de septiembre de 1753,
En 1758 fue nombrado Gobernador de Orán y ocupó el cargo hasta 1765. Nueve años después su hijo Pedro ocuparía el mismo cargo.
En la Biblioteca Nacional de Madrid hay un documento de hacia 1766, con la inscripción: Plano de la ciudad y plaza de Manila, capital de la isla de Luzón, con el proyecto para la mejor defensa que propuso a S.M. el Teniente General don Juan Martin Zermeño. También hizo proyectos de fortificaciones para plazas americanas, pues entre 1770 y 1771 viajó al Virreinato del Río de la Plata en misión de inspección, proyectando la ampliación de las defensas de Montevideo.
Hizo los planos para la fortificación de la plaza de Cartagena, ya al final de su vida, obras que se llevaron a cabo a partir de 1773, y que comprendían la construcción de una nueva muralla, con ampliación del recinto de la ciudad, y la rehabilitación del llamado castillo de los Moros.